# Crackstreet Boys 2
Crackstreet Boys 2 ist der zweite Label-Sampler des Independent-Labels Trailerpark. Er erschien am 19. Oktober 2012 und wurde am 2. August 2013 von der Bundesprüfstelle für jugendgefährdende Medien (BPjM) indiziert. Die am 21. August 2014 veröffentlichte X Version des Albums besteht aus den vier Titeln, welche nicht von der Indizierung betroffen sind.

## Hintergrund
2009 erschien der erste Sampler, eine Extended Play mit den ehemals unter dem Label vertretenen Bands Pimpulsiv und DNP. Der zweite Teil dagegen ist eher ein Konzeptalbum mit einem Bandkonzept, das sich an Boybands anlehnt, dieses jedoch mit schwarzhumorigen und provokanten Texten kombiniert.
Vertreten auf dem Album sind die vier Rapper Alligatoah, Timi Hendrix, Sudden sowie Basti von DNP. Gastmusikerin auf mehreren Tracks ist Dana, die bereits auf dem Track Wohnwagensiedlung von Pimpulsiv mitwirkte und die sich später aus dem Musikbusiness zurückzog. Beim Lied U-Bahn Schläger sind außerdem die Berliner Rapper K.I.Z sowie Massimo vertreten.
Auf den meisten Tracks sind alle Trailerpark-Künstler vertreten. Daneben haben alle vier Künstler einen eigenen Solotrack. Die Beats stammen unter anderem von Gee Futuristic, Beatzarre und Jack Fuh.
Die limitierte Version in einer Pappkiste enthielt neben dem Album ein DIN A3-Poster, T-Shirt, Longpapers und ein Feuerzeug.

## Cover
Auf dem Cover des Albums ist ein Tablett, welches mit Kokain gefüllt ist, zu sehen, worauf der Mount Rushmore geformt ist. Allerdings sind dort nicht die Gründerväter, sondern die Bandmitglieder Alligatoah, Basti (DNP), Sudden und Timi Hendrix abgebildet.

## Titelliste
| Nr.          | Titel                                                       | Autor(en)                               | Länge |
| ------------ | ----------------------------------------------------------- | --------------------------------------- | ----- |
| 1.           | Wall of Meth (Indizierungsgrund)                            |                                         | 3:39  |
| 2.           | Fledermausland (feat. Dana)                                 |                                         | 4:19  |
| 3.           | New Kids on the Blech                                       | Alligatoah, Basti, Sudden, Timi Hendrix | 3:23  |
| 4.           | Superstars (Indizierungsgrund)                              |                                         | 3:10  |
| 5.           | Schlechter Tag (Indizierungsgrund)                          |                                         | 3:10  |
| 6.           | Pokémonkarten (Indizierungsgrund)                           |                                         | 4:20  |
| 7.           | Selbstbefriedigung                                          |                                         | 3:24  |
| 8.           | Fahrerflucht (Indizierungsgrund)                            |                                         | 3:35  |
| 9.           | Oer-Erkenschwick (Indizierungsgrund)                        |                                         | 3:58  |
| 10.          | Alles für ein Shirt (Indizierungsgrund)                     |                                         | 3:26  |
| 11.          | Immer noch egal (Indizierungsgrund) (feat. Beatmasta)       |                                         | 3:24  |
| 12.          | U-Bahn Schläger (Indizierungsgrund) (feat. K.I.Z & Massimo) |                                         | 4:45  |
| 13.          | Rolf (feat. Dana)                                           |                                         | 3:24  |
| Gesamtlänge: | Gesamtlänge:                                                | Gesamtlänge:                            | 49:42 |

## Musikstil
Neben dem üblichen Hip-Hop fällt das Album vor allem durch seine an Boybands angelegte Gesangspassagen auf. Zudem wurden verschiedene Musikstile, von Dubstep bis Metal- und Punkgitarren in den Tracks eingesetzt. Zuweilen erinnern Trailerpark an ihre Kollegen von K.I.Z, in den eher rockigen Passagen auch an Die Ärzte. Trailerpark selbst sehen sich eher in der Tradition der Bloodhound Gang. Mit allen drei teilen sie auch die Lust an der Provokation und einen Sinn für tabubrechenden schwarzen Humor. So befinden sich drogenverherrlichende Passagen genauso auf dem Album wie Kokettieren mit Pädophilie und Vergewaltigung. Dazu werden Zitate von Massiv bis Money Boy verwendet.

## Rezeption

### Kritiken
Dani Fromm vergab auf Laut.de drei von fünf möglichen Punkten:

„Rappende Männergesangsvereine liegen im Trend. Dagegen lässt sich wenig einwenden, zumal die über Jahre hinweg von Vertretern der Zunft aufgetragene verkniffene Miene im Gegenzug offenbar ausgedient hat. War ohnehin höchste Zeit.(...) Alligatoah tanzt die diebische Elster, seine wort-, bild- und immer wieder auch gesangsgewaltige Gegenwart steht dem Zweitschlag der Crack Street Boys bestens zu Gesicht. Trotzdem: So mancher dürfte auf das Angebot zurückgreifen müssen, das Sudden in seinem schnulzigen Alleingang Pokémonkarten so zuvorkommend unterbreitet. ‚Babe, wenn du nicht lachen kannst, dann lach’ ich für dich mit.‘ Die Sorte Brachialhumor, die den Trailerpark mit eiserner Hand regiert, ist vermutlich so in etwa jedermanns Sache wie ... nun, ja ... Boybands.“

### Chartplatzierungen
Das Album erreichte in den deutschen Albencharts Platz 22. In Österreich kam es bis auf Platz 62.
| ChartsChartplatzierungen | Höchstplatzierung | Wochen |
| ------------------------ | ----------------- | ------ |
| Deutschland (GfK)        | 22 (1 Wo.)        | 1      |
| Österreich (Ö3)          | 62 (1 Wo.)        | 1      |

### Indizierung
Das Album wurde von der Bundesprüfstelle für jugendgefährdende Medien am 1. August 2013 indiziert und auf Teil A der Liste gesetzt. Damit unterliegt das Album einem Werbeverbot und darf Jugendlichen unter 18 Jahren nicht zugänglich gemacht werden. Ursächlich für die Indizierung waren insgesamt 9 der 13 Lieder des Albums. Die BPjM begründete ihre Entscheidung damit, dass „trotz vorhandener ironisch intendierter Elemente (…) mehrere Schilderungen von Gewalt als verrohend und weitere Texte als Frauen diskriminierend eingestuft“ wurden.
Am 21. August 2014 erschien daraufhin die Variante „Crackstreet Boys II X Version“ des Albums. Dieses enthält die vier nicht von der BPjM beanstandeten Titel mit der Nummer 2, 3, 7 und 13 des ursprünglichen Albums. Dies ermöglicht es die vier Titel als MP3-Download zu erwerben bzw. sie in Musikstreamingdiensten abzurufen. Eine physische Version dieser Variante wurde indirekt in der Special Edition von Crackstreet Boys 3 veröffentlicht, welche der Deluxe-Box beilag.